# Aeroportul Internațional Oostende–Bruges
Aeroportul Internațional Oostende–Bruges (IATA: OST, ICAO: EBOS) este un aeroport din Oostende, Arrondissement of Ostend⁠(d), Flandra de Vest, Flandra, Belgia ce deservește zona Bruges. Aeroportul a fost tranzitat în 2023 de 386.387 de pasageri. A fost numit după zona deservită.
Situat la o altitudine de 4 m, aeroportul dispune de 1 pistă. Este operat de Egis Group⁠(d).

## Infrastructură

### Piste
Aeroportul dispune de o singură pistă. Pista 08/26 are suprafața de asfalt și dimensiunile 3.200 m × . 